# 2079 Jacchia
A 2079 Jacchia (ideiglenes jelöléssel 1976 DB) a Naprendszer kisbolygóövében található aszteroida. Harvard Obszervatórium fedezte fel 1976. február 23-án.